# Stazione di Vaprio d'Agogna
La stazione di Vaprio d'Agogna è una fermata ferroviaria posta sulla linea Novara-Domodossola al servizio dell'omonimo comune.

## Storia
Il tratto Novara-Gozzano della futura ferrovia per Domodossola, sul quale la fermata insiste, fu inaugurato il 10 marzo 1864: nonostante ciò, la fermata venne attivata al servizio viaggiatori più di settant'anni dopo, il 1º settembre 1935. In questo luogo infatti già sorgeva la Casa Cantoniera, altrimenti citata anche come 'Casello Ferroviario', n°9 posta alla progressiva chilometrica 17+822 della linea. Originariamente la fermata non fu presenziata e venne abilitata al solo servizio viaggiatori e bagagli. Sarà solo dal 4 maggio 1936 che verrà garantita la presenza di un Assuntore ed abilitata al completo servizio viaggiatori e bagagli.
La fermata venne ammodernata nel 1978 ,con un piccolo banco ACE tipo FS, nell'ambito dell'attivazione del raccordo con la ditta Stylon Italia posto al km 18+171, soppresso 10 anni più tardi.
La fermata venne infine impresenziata nel maggio 1991, a seguito dell'attivazione del Dirigente Centrale Operativo con sede a Torino Lingotto.
A partire dal 1º marzo 2001 il piazzale binari fu messo in tensione a 3000 Volt corrente continua, così come il resto della linea.

## Struttura ed impianti

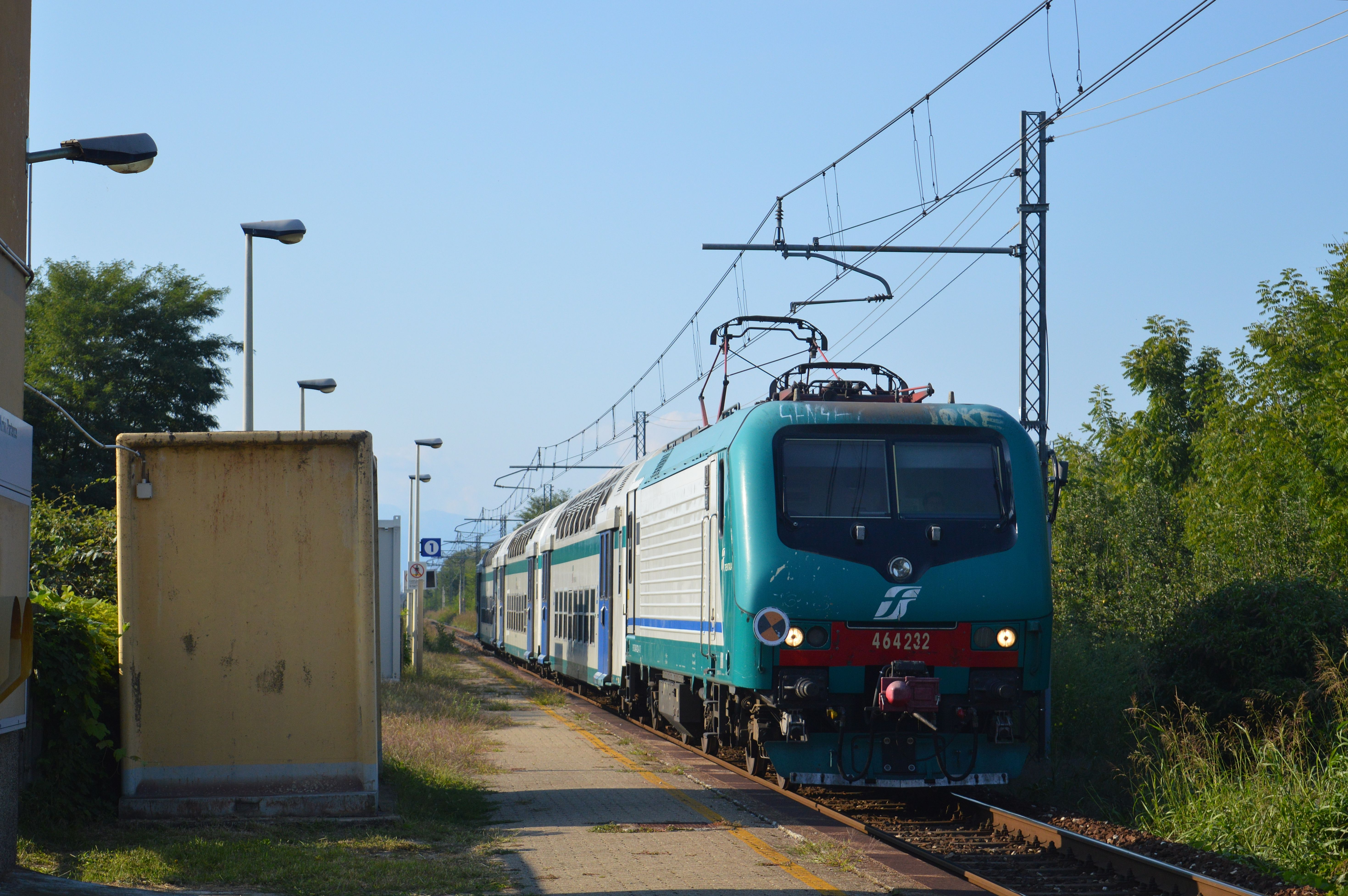
Treno regionale in arrivo da Domodossola

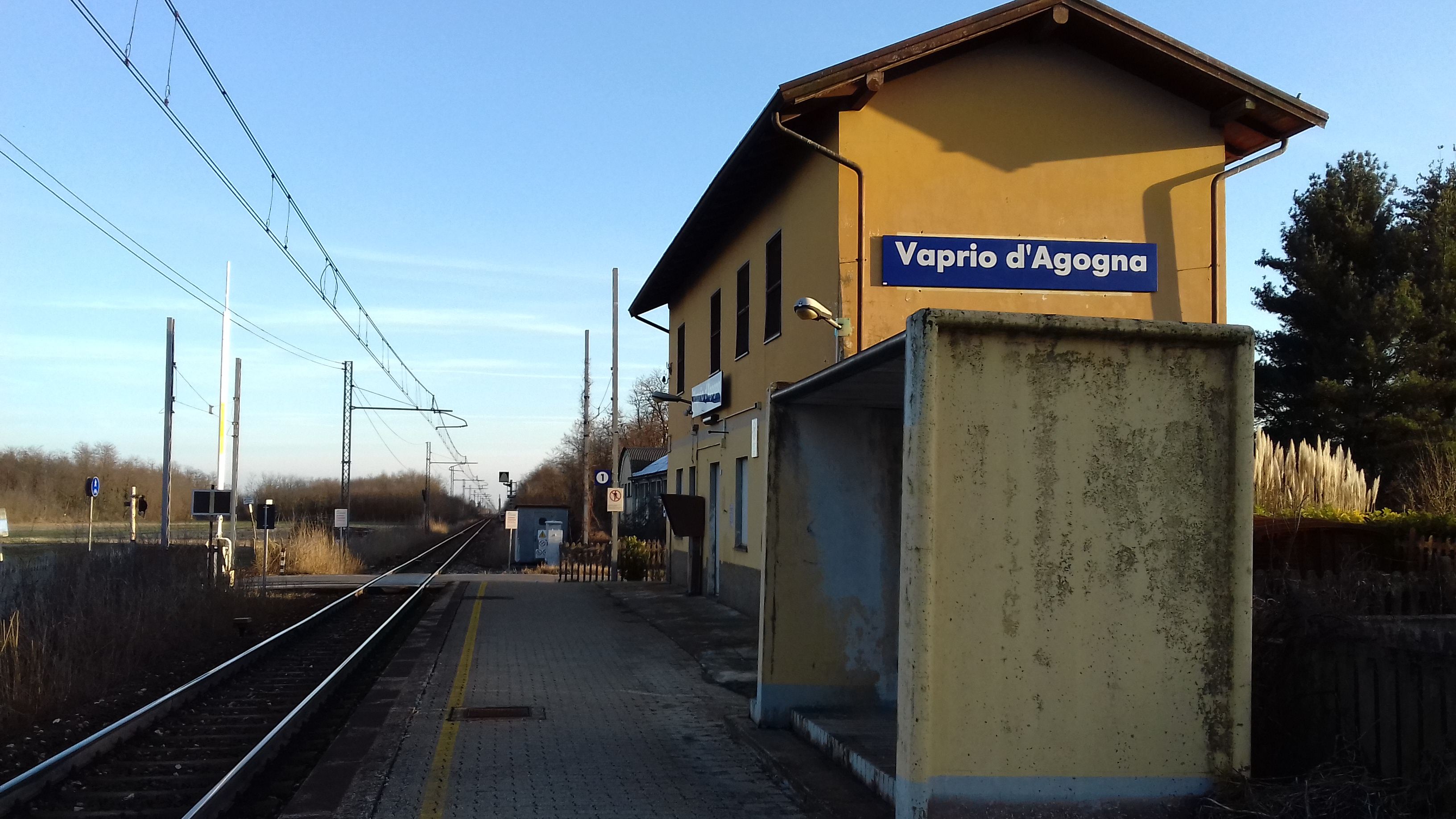
FV e binario lato Novara nel 2017

Fin dalla sua istituzione, la fermata era presenziata da un assuntore il quale aveva lo scopo di governare l'apertura e chiusura del passaggio a livello adiacente, posto al km 17+809 della linea, sulla strada che congiunge la statale 229 all'abitato di Vaprio d'Agogna. Nel 1978 venne ammodernata, con un piccolo banco ACE tipo FS per la movimentazione del deviatoio del raccordo, il PL e dei segnali di protezione e avviso, nell'ambito dell'attivazione del raccordo con la ditta Stylon Italia posto al km 18+171 che venne attivato il 18 gennaio 1978 e soppresso 10 anni più tardi, il 1 gennaio 1988.
La fermata venne impresenziata nel maggio 1991, a seguito dell'attivazione del Dirigente Centrale Operativo, e il passaggio a livello al km 17+809 venne automatizzato tramite pedali che lo chiudono quando il treno è in arrivo ed è protetto da appositi segnali, secondo l'art. 53 del Regolamento segnali di Rete Ferroviaria Italiana.
Essa dispone del solo binario di corsa della linea servito da un'apposita banchina, pavimentata in autobloccanti, per l'imbarco dei passeggeri il cui accesso avviene tramite il vialetto adiacente al passaggio a livello o tramite esso che consente un attraversamento più agevole dell'unico binario presente al fine di raggiungere la banchina dalla ciclabile e dal piccolo parcheggio di servizio posti oltre la recinzione ferroviaria in cemento nella direzione del centro abitato, vista l'assenza del sottopassaggio.
La fermata dispone di un fabbricato viaggiatori che si compone su due piani e non differisce nella pianta rettangolare, nella forma e nelle dimensioni dai molti caselli presenti sulla linea. Lo stabile è stato oggetto di ristrutturazione nel 2011,ma risulta, dal 1991, interamente chiuso ai passeggeri. Originariamente, il fabbricato era un classico casello ferroviario, che venne poi ristrutturato negli anni '60 del 1900, allungandolo ed ampliandolo per creare una nuova disposizione delle stanze interne. Il piano terra, collegato direttamente alla banchina del primo binario grazie a tre porte, ospitava la sala d'attesa e l'ufficio movimento. Tale piano non è più aperto al pubblico sia a causa della scarsa utenza sia per l'impresenziamento da parte del personale ferroviario dell'impianto a seguito dell'automazione della linea all'inizio degli anni '90 del XX secolo; al 2019 esso appartiene ad RFI, sebbene risulti inutilizzato e non riconvertito ad altri scopi. Il primo piano è stato adibito ad abitazione privata sin dall'allargamento del fabbricato, ma, al 2023, risulta disabitato. L'accesso al primo piano avviene lateralmente, grazie ad una scala addossata esternamente all'edificio. Sulla facciata lato binari sono presenti un pannello informativo per i viaggiatori e una delle due obliteratrici originariamente presenti, di vecchio modello, gialla a forma di parallelepipedo, che al 2019 non risulta più in funzione. Esse erano riparate da un'apposita tettoia semicircolare in plastica addossata al muro.
Sulla banchina lato Domodossola è posizionata una pensilina in cemento per l'attesa dotata di tre posti a sedere, lì collocata per ovviare alla chiusura della sala d'attesa. Più avanti è presente un prefabbricato di piccole dimensioni simile ad una garitta in vetroresina posta lato Novara sul bordo della massicciata, usato da RFI per ospitare alcune apparecchiature per il controllo e la sicurezza del traffico sulla linea.

## Movimento
La fermata è servita da treni regionali svolti da Trenitalia nell'ambito del contratto di servizio stipulato con la Regione Piemonte.
L'ubicazione dell'impianto, ad una distanza di circa un chilometro dal centro abitato, non agevola l'affluenza dei passeggeri. Per questo motivo vista la scarsità dell'utenza, fermano solamente cinque nei giorni feriali (1 diretto Novara e 4 diretti a Domodossola), ridotti a quattro il sabato (1 diretto Novara e 3 diretti a Domodossola) e appena due nei festivi (solo in direzione di Domodossola).
Nelle vicinanze ed è messo in atto un interscambio con autobus extra-urbani da e per Novara e Domodossola: la fermata è collocata a circa 300 m, presso la vicina Strada statale 229 del Lago d'Orta.

## Servizi
La fermata è classificata da RFI in categoria "Bronze" ed è dotata di piccolo parcheggio di servizio posto oltre la recinzione ferroviaria in cemento nella direzione del centro abitato. 

## Interscambi
Nei pressi della stazione sono attuati i seguenti interscambi:
- Fermata autobus